# Parafia św. Marii Magdaleny w Zborowicach
Parafia św. Marii Magdaleny w Zborowicach – parafia rzymskokatolicka znajdująca się w diecezji tarnowskiej, w dekanacie ciężkowickim.
W skład terytorium parafii wchodzą miejscowości Zborowice, Pławna i część Kąśnej Dolnej.

## Historia
Pierwsze wzmianki na temat kościoła parafialnego w Zborowicach pochodzą z XV wieku (wspomina o nim Jan Długosz), choć parafia istniała już ok. 100 lat wcześniej. Obecny kościół parafialny, wybudowany w stylu późnogotyckim, pochodzi z XVI wieku. Przed reformą diecezji polskich z 1925 parafia należała do diecezji przemyskiej.
W czasie II wojny światowej ówczesny proboszcz ks. Jan Kozioł przez swą postawę i mediacje z okupantem niemieckim ocalił wieś Pławną przed pacyfikacją, jakiej chcieli dokonać Niemcy w odwecie za akcje partyzantów. W Pławnej znajduje się także kaplica filialna pw. Matki Bożej Fatimskiej, której poświęcenie miało miejsce w 1996 roku.

## Proboszczowie
- ks. Andzej Berdzik (2001–2022)[4]
- ks. Krzysztof Orzeł (2022)[5]
- ks. Henryk Słąba (od 13 sierpnia 2022)